# Since I Left You
Since I Left You – album zespołu The Avalanches. Został wydany 27 listopada 2000 (Australia) nakładem wytwórni Modular Recordings. Do sklepów w Europie i Ameryce Północnej trafił w następnym roku. W całości składa się z około 900 sampli. Na albumie utwory przechodzą płynnie jeden w drugi, co daje wrażenie setu DJskiego.

## Single
Z albumu pochodziło 5 singli: „Electricity”, „Frontier Psychiatrist”, „Since I Left You”, „Radio” and „A Different Feeling”. „Frontier Psychiatrist” i „Since I Left You” dotarły odpowiednio do 18. i 16. miejsca na UK Singles Chart. Pierwszy z nich otrzymał Europejską Nagrodę Muzyczną MTV dla najlepszego teledysku w roku 2001.

## Recenzje
Krytycy bardzo pozytywnie przyjęli album, który zdobył 89 punktów na 100 możliwych na stronie Metacritic.
Since I Left You znalazł się na wielu listach podsumowujących najlepsze albumy dekady, m.in. na 10. miejscu listy Pitchforka. Ten sam magazyn nazwał album 3. najlepszym 2001 roku. W notowaniu Village Voice Pazz & Jop za rok 2001 zajął 11 miejsce.
Informacja o albumie jest zawarta w książce 1001 Albums You Must Hear Before You Die (1001 albumów, które musisz usłyszeć zanim umrzesz).

## Lista utworów
1. „Since I Left You” – 4:22
2. „Stay Another Season” – 2:18
3. „Radio” – 4:22
4. „Two Hearts in 3/4 Time” – 4:23
5. „Avalanche Rock” – 0:22
6. „Flight Tonight” – 3:53
7. „Close to You” – 3:54
8. „Diners Only” – 1:35
9. „A Different Feeling” – 4:22
10. „Electricity” – 3:29
11. „Tonight May Have to Last Me All My Life” – 2:20
12. „Pablo’s Cruise” – 0:52
13. „Frontier Psychiatrist” – 4:47
14. „Etoh” – 5:02
15. „Summer Crane” – 4:39
16. „Little Journey” – 1:35
17. „Live at Dominoes” – 5:39
18. „Extra Kings” – 3:46

## Notowania
| Notowanie (2009)                  | Pozycja |
| --------------------------------- | ------- |
| USA – Top Electronic Albums       | 10      |
| Wielka Brytania – UK Albums Chart | 8       |
| Australia – ARIA Charts           | 21      |

## Twórcy
| - Bobbydazzler/Bobby Dazzler (Robbie Chater & Darren Seltmann) - Robbie Chater - James De la Cruz - Antoinette Halloran - Gordon McQuilten - Sally Seltmann - Darren Seltmann | - Bobbydazzler (Robbie Chater & Darren Seltmann) - Robbie Chater (Bobby C) - Chris Corby - Dave Davies - Tony Espie - Matt Maddock - Jimi Maroudas - Mike Marsh - Richie Robinson - Darren Seltmann (Darren, Dazzler) |